# 理性成癮
理性成癮（英語：Rational addiction），又稱理性上癮，一個以經濟學模型提出的假說，認為成癮行為可以用理性模型來以解釋。
這個理論最早在1988年由凱文·墨菲與蓋瑞·貝克提出。這個假說認為，各種成癮行為，例如對海洛英、香菸、宗教或食物等成癮，事實上可以被放在理性選擇與現代經濟學框架下得到良好的解釋。

## 模型
儘管存在爭議性，不過這種理論方法已經成爲經濟學中“成癮行爲文獻中的標準模型之一”，多年來，其他作者開發併發佈了各種擴展和修改。一項針對撰寫或共同撰寫關於理性成癮理論的同行評議文章的研究人員的調查顯示，研究人員認爲這些理論在許多方面是成功的:73%的受訪者認爲它們擴展和豐富了消費者理論，56%的人認爲它們包含了對成癮商品的福利影響和針對這些商品的公共政策的相關見解，44%的人認爲它們爲預測總體消費行爲提供了有用的工具，39%的人認爲這些研究提供了關於成癮者如何選擇的見解，這與治療專家有關，27%的人認爲這些研究提供了證據，表明成癮實際上是一系列理性的、福利最大化的選擇。

## 批駁
試圖將理性成癮模型應用於吸毒者調查的研究發現，該模型不足以被用來解釋吸毒行爲。
對理性上癮論的批駁沿着不同的路線出現。其中一位著名的批駁者是哲學家约恩·埃尔斯特，他在一系列的著作中聲稱，貝克爾框架中的理論在他們對偏好的看法中是概念上不連貫的，並且與許多成癮者在經驗上表現出的矛盾心理和增加自我調節的願望不一致。經濟學家奧勒·羅格伯格（Ole Rogeberg）評論説，這一切都“説明了經濟學中荒唐的關於選擇的理論如何被認真對待、被用作可能的正確的解釋和福利分析的工具，儘管它們被解釋得很糟糕、在經驗上無法被證僞，而且建基於極不準確的假設，而這些假設被一些特別的故事選擇性地證明是正確的”。